# Chiusi
Chiusi (etruščansko Clevsin; Umbrian Camars, starogrško Κλύσιον, latinizirano: Klysion, latinsko Clusium) je mesto in občina v pokrajini Siena v Toskani, Italija in leži ob meji s pokrajino Umbrija. Ima 8.813 prebivalcev (Stanje januar 2012). Okolica mesta leži ob reki Ciano in je precej rodovitna. V bližini se nahaja tudi jezero Chiusi. Z ostalo državo je dobro prometno povezano, saj leži v bližini avtoceste A1 in železniške proge.

## Geografija
Občina leži približno 60 km jugovzhodno od glavnega mesta pokrajine Siena in približno 100 km jugovzhodno od deželne prestolnice Firence. Italijansko glavno mesto Rim je približno 130 km južno. Pomembni vodotoki v občini so potoki Astrone, Gragnano, Montelungo, Parce  in Tresa. Gragnano, Montelungo, Parce in Tresa spadajo v rečni sistem reke Arno, Astrone v sistem reke Tibere. 
Okrožja so Chiusi Scalo (252 m, približno 3900 prebivalcev), Montallese (266 m, približno 560 prebivalcev, delno tudi pripada Montepulciano), Macciano (335 m, približno 50 prebivalcev), Montevenere (350 m, 140 prebivalcev) in Querce al Pino (328 m, približno 50 prebivalcev). 
Sosednje občine so Castiglione del Lago, Cetona, Chianciano Terme, Città della Pieve, Montepulciano in Sarteano.

## Zgodovina

### Antika
Chiusi, (etruščansko Clevsin, latinsko Clusium), sega nazaj k etruščanskemu izvoru. Ostanki koč in keramičnih najdb segajo v pozno bronasto dobo in Villanovsko kultura, nekropole okoli nastajajočega mesta nad dolino Chiana izvirajo iz obdobja Villanove in orientalske epohe, grobnice v obliki komor so se prvič pojavile okoli konca 7. stoletja pred našim štetjem. Takrat je bil Clusium že pomembno mesto v Etruriji, središču kmetijstva, trgovine in obrti, prestolnica etruščanske mestne državice, članice etruščanske lige dvanajstih mest in jo je verjetno upravljala oligarhija. 6. stoletje pred našim štetjem predstavlja arheološko oprijemljiv vrhunec v razvoju kraja.
Rimsko zgodovinopisje poroča tudi o "Clusiumu". Nato je kralj mesta Lars Porsenna, po padcu rimsko-etruščanskega kralja Tarkvinija Ošabnega (510 pr. n. št.) napredoval v Rim, oblegal mesto in ga verjetno tudi zavzel. Porsenna naj bi poskušal razširiti svojo oblast iz Rima nad Lacij, vendar so njegovega sina Arunsa Porsenno pred latinskim mestom  Ariccio porazili Latinci in Grki pod tiranom Aristodemom iz Kime (504/503 pr. n. št.). Oče se je nato moral umakniti iz Rima in se verjetno vrnil v Clusium, kjer je verjetno umrl v začetku 5. stoletja.
V kolikšni meri so politične ovire v 5. stoletju pred našim štetjem (poraz Etruščanov pri Cumaeju, 474 pr. n. št.) vplival na Chiusi, ostaja nejasno. Po rimskem zgodovinopisju je mesto v 4. stoletju pred našim štetjem igralo vlogo pri Galski invaziji v osrednji Italiji: državljan Ciusija z imenom Arruns je pripeljal Galice v napad. Chiusi je bil napaden (390 pr. n. št.), prebivalci so se na pomoč obrnili v Rim, rimski odposlanec Kvint Fabij Ambust je ubil vodjo Galcev, ki se je obrnil proti Rimu. Arheološko v nadaljnjem poteku 4. stoletja pred našim štetjem razpad moči Ciusija postane viden.
296/295 pr. n. št. je bilo ozemlje Ciusija prizorišče bitk med Rimljani, Etruščani, Galci in Umbrijci (bitka pri Sentinumu). V naslednjem obdobju se je Chiusi vse bolj vključeval v rimsko državo, čeprav je ohranil svoj plemiško-oligarhični red. Leta 205 pr. n. št., v drugi punski vojni (218 - 201 pr. n. št.) je mesto sodelovalo pri opremljanju rimske vojske, ki naj bi se zoperstavila Kartažanom v Severni Afriki.
Po rimski vojni zaveznikov (91 - 89 pr. n. št.) so bili Chiusijci, zdaj rimski državljani, dodeljeni plemenu Arnensis. Rimski diktator Sula (82 - 79 pr. n. št.) je na ozemlju Chiusia ustanovil veteransko kolonijo. Chiusi je bil zdaj rimsko-etruščansko mesto v Italiji pod rimsko oblastjo, prometno križišče med dolino reke Arno in Tibere, med toskansko obalo in zaledjem.

### Srednji vek
Chiusi je bil od 11. stoletja pod nadzorom škofov, kasneje pod vplivom Orvieta. Leta 1231 je prišel pod  Sieno, leta 1556 v Veliko vojvodstvo Toskana.

## Glavne znamenitosti
Mesto Chiusi leži na vzpetini, ima glavni trg in pravokotno mrežo ulic.
V nižinah okoli Chiusija je zakladnica grobnic etruščanske civilizacije. 
Narodni arheloški muzej je eden od najpomembnejših varuhov in zbirateljev etruščanskih ostankov v Italiji.
Sostolnica San Secondiano (italijansko Concattedrale di San Secondiano), zgrajena okoli leta 560 našega štetja nad že obstoječo baziliko in obnovljena v 13. stoletju. Ima ladjo iz dveh hodnikov na antičnih stebrih. V notranjosti je kapela Kristusovega rojstva in svetnika Bernardina Fugai. Ima ločen zvonik, ki je leta 1585 služil kot obrambni stolp. Pod stolpom je rimsko kopališče iz 1. stoletja pred našim štetjem.
Labirint Porsenna je serija predorov, ki ležijo pod mestom, zgrajenih v 6. do 5. stoletju pred našim štetjem in so se verjetno uporabljali v etruščansko - rimskih časih za odtekanje meteornih voda. Glede na navedbe Plinija Starejšega (Naturalis historia, XXXVI, XIX, 91-93), je bil Labirint del spomenika in grob kralja. Porsenna.
Druge zanimivosti so še:
- Trdnjava (Rocca Paolozzi), grad iz poznega 12. stoletja
- Porta Lavinia, prej Porta alla Vigna, severna mestna vrata, ki obstajajo še danes so iz 14. stoletja.
- Palazzo Comunale, mestna hiša iz 15. stoletja.
- Teatro comunale Pietro Mascagni, gledališče.
- Lago di Chiusi, jezero in zaščiteno območje.

## Pobratena mesta
- Andrézieux-Bouthéon, Francija
- Neu Isenburg, Nemčija